# András Tóth
András Tóth (Újpest, 5 de setembro de 1949) é um ex-futebolista profissional húngaro que atuava como meia.

## Carreira
András Tóth fez parte do elenco da Seleção Húngara de Futebol, da Copa de 1978.